# Rugby-Union-Afrikameisterschaft 2008/09
Die Rugby-Union-Afrikameisterschaft 2008/09 (englisch 2008–09 Rugby Africa Cup, französisch Coupe d’Afrique de rugby à XV 2008/09) der Division 1 war die neunte Ausgabe der afrikanischen Kontinentalmeisterschaft in der Sportart Rugby Union. Es waren 14 Teams beteiligt, die zunächst auf 12 reduziert wurden und anschließend in vier Dreiergruppen eingeteilt waren. Jedes dieser Teams bestritt ein Heim- und Auswärtsspiel gegen die anderen Teams der Gruppe. Die Gruppensieger zogen ins Halbfinale ein, die Halbfinalsieger ermittelten den Afrikameister. Den Afrikameistertitel gewann zum dritten Mal Namibia.
Da der Wettbewerb gleichzeitig als Qualifikation für die Weltmeisterschaft 2011 diente, ging er ausnahmsweise über zwei Jahre. Parallel dazu fanden in beiden Jahren Turniere in der CAR Development statt, die der zweiten Division entspricht (siehe dazu Rugby-Union-Afrikameisterschaft 2008 und Rugby-Union-Afrikameisterschaft 2009).

## Vorqualifikation
Swasiland, Nigeria und Botswana wurden zusätzlich in die WM-Qualifikation aufgenommen, da sie in der IRB-Weltrangliste platziert waren. Vor dem Beginn des eigentlichen Turniers traten die beiden niedrigsten eingestuften Mannschaften aus dem Süden (Botswana und Swasiland) sowie aus dem Norden (Kamerun und Nigeria) in einer Vorqualifikation gegeneinander an. Auf diese Weise wurde die Teilnehmerzahl von 14 auf 12 reduziert, um vier Dreiergruppen bilden zu können.
| 11. Mai 2008 | Kamerun | 26 : 6 | Nigeria | Stade Ahmadou Ahidjo, Yaoundé |
| 11. Mai 2008 |         |        |         | Stade Ahmadou Ahidjo, Yaoundé |

| 17. Mai 2008 | Botswana | 20 : 6 | Swasiland | Gaborone Rugby Club, Gaborone |
| 17. Mai 2008 |          |        |           | Gaborone Rugby Club, Gaborone |

## Gruppenphase
Für einen Sieg gab es vier Punkte, für ein Unentschieden zwei Punkte, bei einer Niederlage null Punkte. Je einen Bonuspunkt gab es für das Erzielen von vier Versuchen oder bei einer Niederlage mit sieben oder weniger Spielpunkten Unterschied.

### Gruppe 1
|    | Land     | Spiele | Siege | Unent. | Ndlg. | Spiel- punkte | Diff. | Bonus- punkte | Tabellen- punkte |
| -- | -------- | ------ | ----- | ------ | ----- | ------------- | ----- | ------------- | ---------------- |
| 1. | Namibia  | 2      | 2     | 0      | 0     | 48:31         | + 17  | 1             | 9                |
| 2. | Senegal  | 1      | 0     | 0      | 1     | 10:13         | − 3   | 1             | 1                |
| 3. | Simbabwe | 1      | 0     | 0      | 1     | 21:35         | − 14  | 0             | 0                |

| 14. Juni 2008 | Senegal | 10 : 13 | Namibia | Stade Léopold Sédar Senghor, Dakar |
| 14. Juni 2008 |         |         |         | Stade Léopold Sédar Senghor, Dakar |

| 12. Juli 2008 | Simbabwe | abgesagt | Senegal |  |
| 12. Juli 2008 |          |          |         |  |

| 2. August 2008 | Namibia | 35 : 21 | Simbabwe | South West Stadium, Windhoek |
| 2. August 2008 |         |         |          | South West Stadium, Windhoek |

### Gruppe 2
|    | Land           | Spiele | Siege | Unent. | Ndlg. | Spiel- punkte | Diff. | Bonus- punkte | Tabellen- punkte |
| -- | -------------- | ------ | ----- | ------ | ----- | ------------- | ----- | ------------- | ---------------- |
| 1. | Elfenbeinküste | 2      | 2     | 0      | 0     | 53:18         | + 35  | 1             | 9                |
| 2. | Marokko        | 2      | 1     | 0      | 1     | 38:39         | − 1   | 1             | 5                |
| 3. | Sambia         | 2      | 0     | 0      | 2     | 27:61         | − 34  | 0             | 0                |

| 14. Juni 2008 | Sambia | 18 : 29 | Marokko | Showgrounds, Lusaka |
| 14. Juni 2008 |        |         |         | Showgrounds, Lusaka |

| 12. Juli 2008 | Elfenbeinküste | 32 : 9 | Sambia | Stade Robert Champroux, Abidjan |
| 12. Juli 2008 |                |        |        | Stade Robert Champroux, Abidjan |

| 2. August 2008 | Marokko | 9 : 21 | Elfenbeinküste | Stade du C.O.C., Casablanca |
| 2. August 2008 |         |        |                | Stade du C.O.C., Casablanca |

### Gruppe 3
|    | Land     | Spiele | Siege | Unent. | Ndlg. | Spiel- punkte | Diff. | Bonus- punkte | Tabellen- punkte |
| -- | -------- | ------ | ----- | ------ | ----- | ------------- | ----- | ------------- | ---------------- |
| 1. | Tunesien | 2      | 2     | 0      | 0     | 60:25         | + 35  | 1             | 9                |
| 2. | Kenia    | 2      | 1     | 0      | 1     | 91:52         | + 39  | 1             | 5                |
| 3. | Kamerun  | 2      | 0     | 0      | 2     | 18:92         | − 74  | 1             | 1                |

| 14. Juni 2008 | Kamerun | 12 : 16 | Tunesien | Stade Ahmadou Ahidjo, Yaoundé |
| 14. Juni 2008 |         |         |          | Stade Ahmadou Ahidjo, Yaoundé |

| 12. Juli 2008 | Kenia | 76 : 8 | Kamerun | RFUAE Ground, Nairobi |
| 12. Juli 2008 |       |        |         | RFUAE Ground, Nairobi |

| 2. August 2008 | Tunesien | 44 : 15 | Kenia | Stade El Menzah, Tunis |
| 2. August 2008 |          |         |       | Stade El Menzah, Tunis |

### Gruppe 4
|    | Land       | Spiele | Siege | Unent. | Ndlg. | Spiel- punkte | Diff. | Bonus- punkte | Tabellen- punkte |
| -- | ---------- | ------ | ----- | ------ | ----- | ------------- | ----- | ------------- | ---------------- |
| 1. | Uganda     | 2      | 2     | 0      | 0     | 59:32         | + 27  | 2             | 10               |
| 2. | Madagaskar | 2      | 1     | 0      | 1     | 67:47         | + 20  | 1             | 5                |
| 3. | Botswana   | 2      | 0     | 0      | 2     | 25:72         | − 47  | 0             | 0                |

| 14. Juni 2008 | Botswana | 10 : 27 | Uganda | Gaborone Rugby Club, Gaborone |
| 14. Juni 2008 |          |         |        | Gaborone Rugby Club, Gaborone |

| 12. Juli 2008 | Madagaskar | 45 : 15 | Botswana | Stade Municipal de Mahamasina, Antananarivo |
| 12. Juli 2008 |            |         |          | Stade Municipal de Mahamasina, Antananarivo |

| 2. August 2008 | Uganda | 32 : 22 | Madagaskar | Kyodondo Rugby Football Club, Kampala |
| 2. August 2008 |        |         |            | Kyodondo Rugby Football Club, Kampala |

## Halbfinale
| 13. Juni 2009 | Uganda | 17 : 41 | Tunesien | Kyodondo Rugby Football Club, Kampala |
| 13. Juni 2009 |        |         |          | Kyodondo Rugby Football Club, Kampala |

| 27. Juni 2009 | Tunesien | 38 : 13 | Uganda | Stade El Menzah, Tunis |
| 27. Juni 2009 |          |         |        | Stade El Menzah, Tunis |

Tunesien zog mit einem Gesamtergebnis von 79:30 ins Finale ein.
| 14. Juni 2009 | Elfenbeinküste | 54 : 14 | Namibia | Stade Robert Champroux, Abidjan |
| 14. Juni 2009 |                |         |         | Stade Robert Champroux, Abidjan |

| 27. Juni 2009 | Namibia | 13 : 13 | Elfenbeinküste | South West Stadium, Windhoek |
| 27. Juni 2009 |         |         |                | South West Stadium, Windhoek |

Namibia zog mit einem Gesamtergebnis von 67:27 ins Finale ein.

## Finale
| 14. November 2009 | Tunesien | 13 : 18 | Namibia | Stade El Menzah, Tunis |
| 14. November 2009 |          |         |         | Stade El Menzah, Tunis |

| 28. November 2009 | Namibia | 22 : 10 | Tunesien | South West Stadium, Windhoek |
| 28. November 2009 |         |         |          | South West Stadium, Windhoek |

Namibia gewann den Afrikameistertitel mit einem Gesamtergebnis von 40:23 und qualifizierte sich direkt für die Weltmeisterschaft.